# Hans von Zwiedineck-Südenhorst

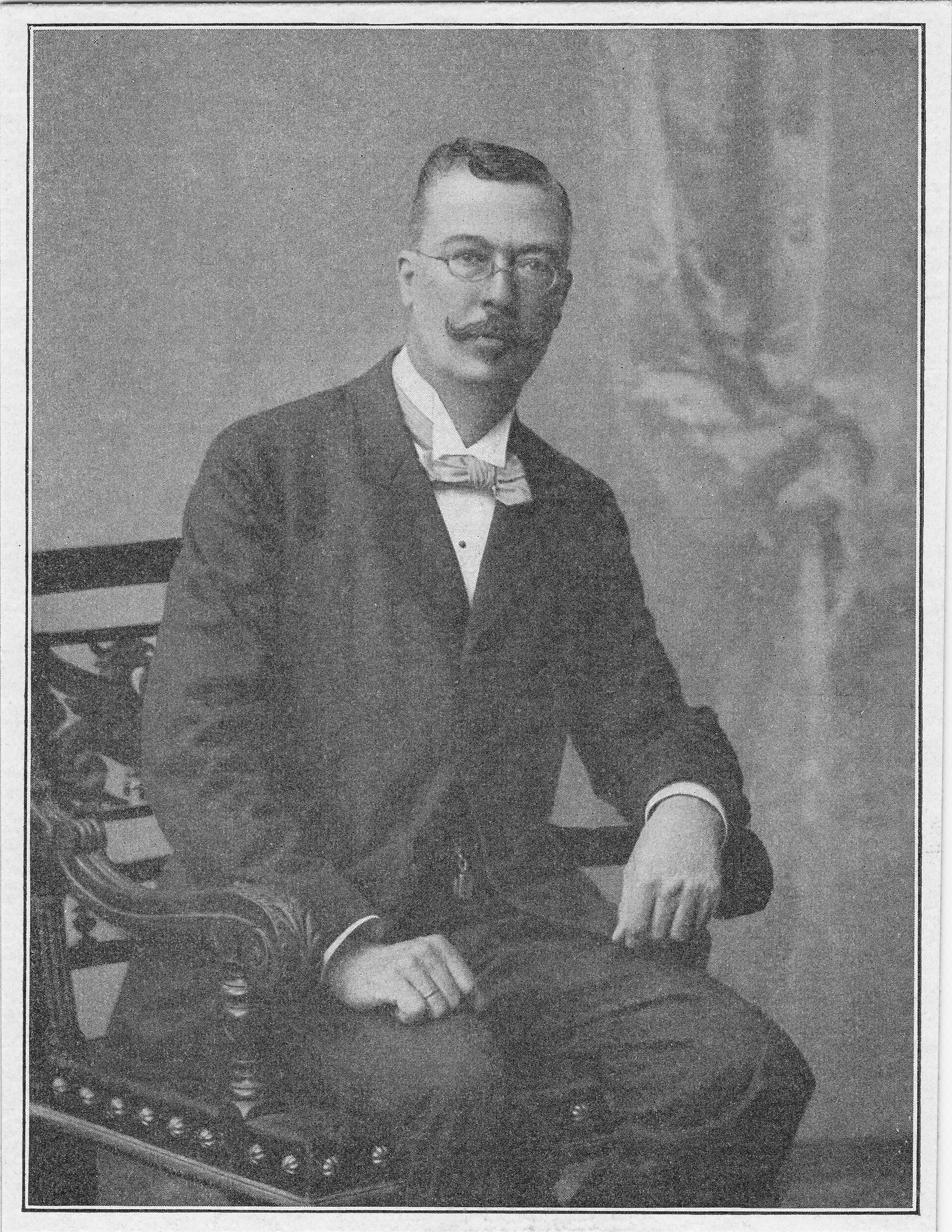
Hans von Zwiedineck-Südenhorst

Johann Alois Zwiedineck Edler von Südenhorst (* 14. April 1845 in Frankfurt am Main; † 22. November 1906 in Graz) war ein österreichischer Historiker.

## Leben
Zwiedineck-Südenhorst war der Sohn des österreichischen Artillerie-Obersten Ferdinand Zwiedinek Edler von Südenhorst (1791–1872). Er besuchte das Akademische Gymnasium Graz und gehörte während dieser Zeit der Pennalverbindung Cheruskia an. Nach der Matura studierte er an der Universität Graz Geschichte. Nach den Examen erhielt er erste Anstellungen an der Steiermärkischen Landesbibliothek und der Landesoberrealschule in Graz. 1875 habilitierte er sich als Dozent der Geschichte an der Universität Graz. Im Jahr 1880 wurde er zum Direktor der Steiermärkischen Landesbibliothek berufen und 1885 zum a.o. Professor ernannt. Ab 1899 war er Ordinarius in Graz. Er veröffentlichte einige Geschichtswerke und war Autor von Artikeln in der Allgemeinen Deutschen Biographie.
Zwiedineck-Südenhorst war Stifter des Akademischen Corps Teutonia zu Graz (1863) und des Corps Vandalia Graz (1894). Das Corps Saxonia Wien verlieh ihm 1899 das Band. Er initiierte 1892 die Gründung der Historischen Landeskommission für Steiermark und fungierte bis 1906 als geschäftsführender Sekretär. 1895/96 war er der erste Vorsitzende vom nachmaligen Verband der Historiker und Historikerinnen Deutschlands. Er starb mit 61 Jahren. Otto von Zwiedineck-Südenhorst war ein Sohn.

## Schriften (Auswahl)
- Der Aufstand der steirischen Herren im Jahre 1291. Kulturhistorische Novelle. Settelle, Graz 1863 (Digitalisat).
- Fürst Christian der Andere von Anhalt und seine Beziehungen zu Innerösterreich. Leuschner & Lubensky, Graz 1874 (Digitalisat).
- Dorfleben im achtzehnten Jahrhundert. Culturhistorische Skizzen aus Innerösterreich, Carl Gerold, Wien 1877 (Digitalisat).
- Über den Versuch einer Translation des Deutschen Ordens an die ungarische Grenze. Gerold, Wien 1878 (Digitalisat).
- Die Obedienz-Gesandtschaften der deutschen Kaiser an den Römischen Hof im 16. und 17. Jahrhundert. Gerold, Wien 1879 (Digitalisat).
- Hans Ulrich Fürst von Eggenberg. Freund und erster Minister Kaiser Ferdinand II. Braumüller, Wien 1880 (Digitalisat).
- Venetianische Gesandtschafts-Berichte über die Böhmische Rebellion, Leuschner & Lubensky, Graz 1880 (Digitalisat) Reprint O. o. J. (2010).
- Die Politik der Republik Venedig während des Dreißigjährigen Krieges, 2 Bände, Cotta, Stuttgart 1882/1885 (Digitalisat). Reprint der Ausgabe von Bd. 1 und 2 von 1899, o. O., o. J. (2010).
- Österreich unter Maria Theresia, Joseph II. und Leopold II., Grote, Berlin 1884 (mit Adam Wolf).
- Die öffentliche Meinung in Deutschland im Zeitalter Ludwigs XIV. 1650–1700. Ein Beitrag zur Kenntnis der deutschen Flugschriften-Litteratur. Cotta, Stuttgart 1888 (Digitalisat).
- Deutsche Geschichte im Zeitraum der Gründung des preußischen Königtums. 2 Bde., Cotta, Stuttgart 1890–1894 (Digitalisat Band 1) (Band 2).
- Die steiermärkische Landes-Bibliothek am Joanneum in Graz, Selbstverlag der steiermärkischen Landes-Bibliothek, Graz 1893 (Digitalisat).
- Venedig als Weltmacht und Weltstadt. Velhagen u. Klasing, Bielefeld/Leipzig 1897, 1899 (Digitalisat) 2. Auflage 1906, 3. Auflage 1925, Reprint der Ausgabe von 1899 o. O. o. J. (2010).
- Das gräflich Lambergsche Familienarchiv in Schloß Feistritz bei Ilz. 3. Theil: Urkunden, Actenstücke und Briefe, die freiherrliche und gräfliche Familie Lamberg betreffend. Selbstverlag, Graz 1899 (= Veröffentlichungen der historischen Landescommission für Steiermark. Band 11).